# Caso Oracle contra Google
El Caso Oracle contra Google es un caso del tribunal de distrito de los Estados Unidos en el distrito norte de California sobre el derecho de patentes y los derechos de autor. En mayo de 2012, el jurado del caso decidió que Google no había infringido las patentes de Oracle y el juez del juicio determinó que la estructura de las API de Java que utiliza Google no estaban sujetas a derechos de autor. Las partes acordaron pagar cero dólares por daños estatutarios por una pequeña cantidad de código copiado.
Para el 2021, luego de más de una década del inicio de las acusaciones, la corte suprema le da la victoria a Google argumentando que no cometió una infracción de derechos de autor contra Oracle.

## Hechos
Originalmente, Sun Microsystems desarrolló Plataforma de Java en 1991. Incluía un nuevo lenguaje de programación, una máquina virtual y un conjunto de bibliotecas que se usarían con el lenguaje.
Andy Rubin, Rich Miner, Nick Sears y Chris White fundaron Android, Inc. en 2003 para desarrollar una plataforma de telefonía móvil. Google compró Android en 2005 y siguió desarrollando la plataforma Android. Google lanzó una versión beta de la plataforma Android el 5 de noviembre de 2007 y mencionó que utilizaría algunas tecnologías Java. Jonathan Schwartz, CEO de Sun, respondió el mismo día. Felicitó a Google y dijo que habían "contribuido al impulso y a la oportunidad de definir la visión en todo el mundo (y en otros planetas)". Google lanzó el kit de desarrollo de software (SDK) de Android el 12 de noviembre de 2007. Android incluía algunas de las API de Java SE. Google negoció con Sun una posible asociación y acuerdos de licencia de Java, pero no se llegó a ningún acuerdo.
Oracle compró Sun en enero de 2010 y siguió desarrollando Java. Oracle siguió hablando de un posible acuerdo de licencia, pero siguió sin llegarse a un acuerdo. Oracle demandó a Google por violación de los derechos de autor en agosto de 2010.

### Etapas procesales
El caso se asignó al juez William Alsup, que dividió el caso en tres fases: derechos de autor, patentes y daños.
La fase de los derechos de autor consistió en varias afirmaciones de violación: uso de Range Check de nueve líneas, varios archivos de prueba, la estructura, secuencia y organización de la interfaz de programación de aplicaciones (API) de Java y la documentación de la API. Oracle alegó que se habían violado 37 paquetes Java. Tras una larga sesión informativa antes del juicio, la fase dio comienzo el 16 de abril de 2012. Al final de la fase, el jurado declaró que se había violado la API, pero se estancaron en la defensa del buen uso por parte de Google frente a esta afirmación. También vieron que se había violado Range Check, pero no la documentación ni el otro código literal.
La fase sobre las patentes empezó el 7 de mayo con el mismo jurado. Durante el juicio, el caso sobre las patentes de Oracle constaba de dos patentes: 6061520 (método y sistema para efectuar un inicio estático) y RE38104 (método y equipo para resolver referencias de datos en código generado). Google continuó con la defensa de que no había cometido ninguna violación. En el caso de la patente 520, dijeron que utilizaban el análisis para optimizar el inicio estático, en lugar de «simular la ejecución», tal como decía la afirmación. En el caso de la patente 104, dijeron que las instrucciones no incluían una referencia simbólica. El jurado dijo que no se habían violado los números de patentes. Como resultado de estas resoluciones y una estipulación, no se celebró la fase de daños del jurado. Las partes acordaron pagar cero dólares por daños estatutarios por una pequeña cantidad de código copiado.
Oracle ha apelado al Circuito Federal y Google ha presentado un recurso de apelación por la demanda de copia literal.

## Propiedad
El tribunal ratificó el veredicto del jurado en cuanto a Range Check, aunque se describió como «exagerado». En respuesta a una petición sobre el fallo desde el punto de vista legal, el tribunal dictó que también se habían violado el resto de archivos copiados literalmente.
Sin embargo, ante el problema principal de derechos de autor de las API, el tribunal decretó que «mientras el código específico utilizado para implementar un método sea diferente, según la Ley de Derechos de Autor, cualquiera puede escribir su propio código para realizar la misma función o especificación de cualquier método que se use en la API de Java. No importa que las líneas del encabezado del método o declaración sean idénticas». El fallo estipuló que la estructura que reclamaba Oracle no estaba sujeta a derechos de autor según la sección 102 (b) de la Ley de Derechos de Autor, ya que era un «sistema o método de funcionamiento».
El tribunal también echó mano de los casos Baker contra Selden, Whelan contra Jaslow, Computer Associates contra Altai, Gates Rubber contra Bando Chemical Industries, Lotus contra Borland, Hutchins contra Zoll, Feist contra Rural, Johnson Controls contra Phoenix Control Systems, Brown Bag Software contra Symantec, Atari contra Nintendo, Sega contra Accolade y Sony contra Connectix.
Al revisar este historial de casos, el tribunal mencionó lo siguiente:
...el resumen anterior de la legislación muestra una trayectoria en la que el entusiasmo por proteger la «estructura, secuencia y organización» despuntó en los 80, sobre todo en la decisión de Whelan del Tercer Circuito. El Noveno Circuito no ha vuelto a utilizar esa frase desde el caso de Johnson Controls en 1989, una decisión que ratificó un mandamiento preliminar. Desde entonces, la tendencia de las decisiones sobre los derechos de autor ha sido más cautelosa. La tendencia se ha dejado llevar por la fidelidad a la sección 102 (b) y el reconocimiento del peligro de conceder el monopolio mediante los derechos de autor de lo que el Congreso dijo que solo se concedería mediante una patente. Esto no quiere decir que la violación de la estructura, la secuencia y la organización sea una ley en desuso. Al contrario, no es una ley en desuso. Hay que decir que el enfoque de Whelan ha dado pie al enfoque de Computer Associates, incluso en este circuito. Debe consultarse Sega Enters., Ltd. contra Accolade, Inc., 977 F.2d 1510, 1525 (Noveno Circuito, 1992); Apple Computer, Inc. contra Microsoft Corp., 35 F.3d 1435, 1445 (Noveno Circuito, 1994).